# Kasteel van Akersloot
Het kasteel van Akersloot stond in het Nederlandse dorp Akersloot, provincie Noord-Holland. Het kasteel werd vermoedelijk gebouwd in de 13e eeuw en is een eeuw later weer verdwenen. In 1957 en 1962 zijn de restanten van het kasteel aangetroffen, waarna kleinschalig onderzoek is uitgevoerd.
In 1975 werd het voormalige kasteelterrein bebouwd met woningen.

## Archeologisch onderzoek
In 1957 werd bij het omploegen van een stuk weiland muurwerk en puin aangetroffen. Ook kwamen er aardewerk, stenen kogels en dakleien tevoorschijn en zijn spaarbogen gevonden. Na onderzoek door Jaap Renaud werd besloten om in de zomer een opgraving uit te voeren. Men vond het uit kloostermoppen bestaande fundament van een toren met een afmeting van bijna 6 bij 6 meter. Ook werd puin gevonden dat aanvankelijk leek te wijzen op een slotgracht. 
In 1962 volgde een nieuw onderzoek nadat bij het graven van een rioolsleuf opnieuw muurresten waren aangetroffen. Deze leken te wijzen op een rondlopende weermuur. Het aardewerk dateerde uit de 13e en 14e eeuw.
Van de kloostermoppen die werden gevonden, heeft de koster van Akersloot een Mariakapelletje gebouwd.

## Beschrijving
Uit de onderzoeken in 1957 en 1962 komt naar voren dat het om een mottekasteel gaat. De bakstenen woontoren was gebouwd op een twee meter hoge heuvel. Rondom de motte was een ronde bakstenen weermuur gebouwd. Het complex was omgeven door een gracht.
De ligging van het kasteel was strategisch nabij het Kerkmeer en een aanlegplaats voor schepen.

## Eigenaren
Het is niet bekend wie de bouwers en eigenaren waren van het kasteel. Er woonden in Akersloot twee adellijke families: de familie Dove en de familie Van Akersloot. Die laatste was sinds de 12e eeuw actief in deze omgeving, maar stierf eind 13e eeuw uit in mannelijke lijn. In diverse publicaties wordt deze familie beschouwd als de daadwerkelijke kasteeleigenaar.
De familie Dove was ook al in de 12e eeuw actief. Toen Jan van Haarlem van Bergen in 1318 overleed, bleek Willem Dove in Akersloot een kasteel van Jan in leen te houden. Na het overlijden van Willem Dove rond 1326 ging het leenmanschap over op zijn nazaten, totdat het kasteel in 1401 in handen kwam van Claas Sijmonsz. Hij ontving het kasteel in eigen bezit, waardoor het verdween uit de leenregisters.
Mogelijk bewoonde de familie Dove een ander kasteel in Akersloot. In 1962 zijn bij de splitsing Kerklaan-Dorpsstraat in Akersloot fundamenten gevonden die verband kunnen houden met dat kasteel.
Adrichem · Aelbrechtsberg · Akersloot · Amstel · Amsterdam · Assendelft · Assumburg · Banjaert · Beeckestijn · Berkenrode · Boekel · Bollenhofstede · Ten Bosch · Brederode · Caprera · Ter Coulster · Cranenbroek · Dampegeest · Eenigenburch · Egmond · Heemstede · Hilversum · Ilpenstein · Jan Aernts woninge van Bennebroek · Keggenrode · Ter Kleef · Kostverloren · Kronenburg · Marquette · Merestein · Middelburg · Muiderslot · Nederhorst · Nieuwburg · Nuwendoorn · Oud Haerlem · De Park · Poelenburg · Purmersteijn · Radboud · Huis te Ramp · Reewijk/Rietwijk · Rolland · Ruysdael · Schagen · Huis te Schoten · Sparenwoude · Te Spijk · Swanenburch · Sypesteyn · Tetrode · Teylingerbosch · Torenburg · Velsen · De Vlotter · Vogelenzang · Ter Wijc · Wijdenes · Ypestein · Te Zaanen